# جريج بالمر
جريج بالمر (بالإنجليزية: Greg Palmer)‏ (و. 1947 – 2009 م) هو صحفي، من الولايات المتحدة الأمريكية، توفي عن عمر يناهز 62 عاماً.

## جوائز
حصل على جوائز منها:
- جائزة إيمي.